# Horní Dubenky

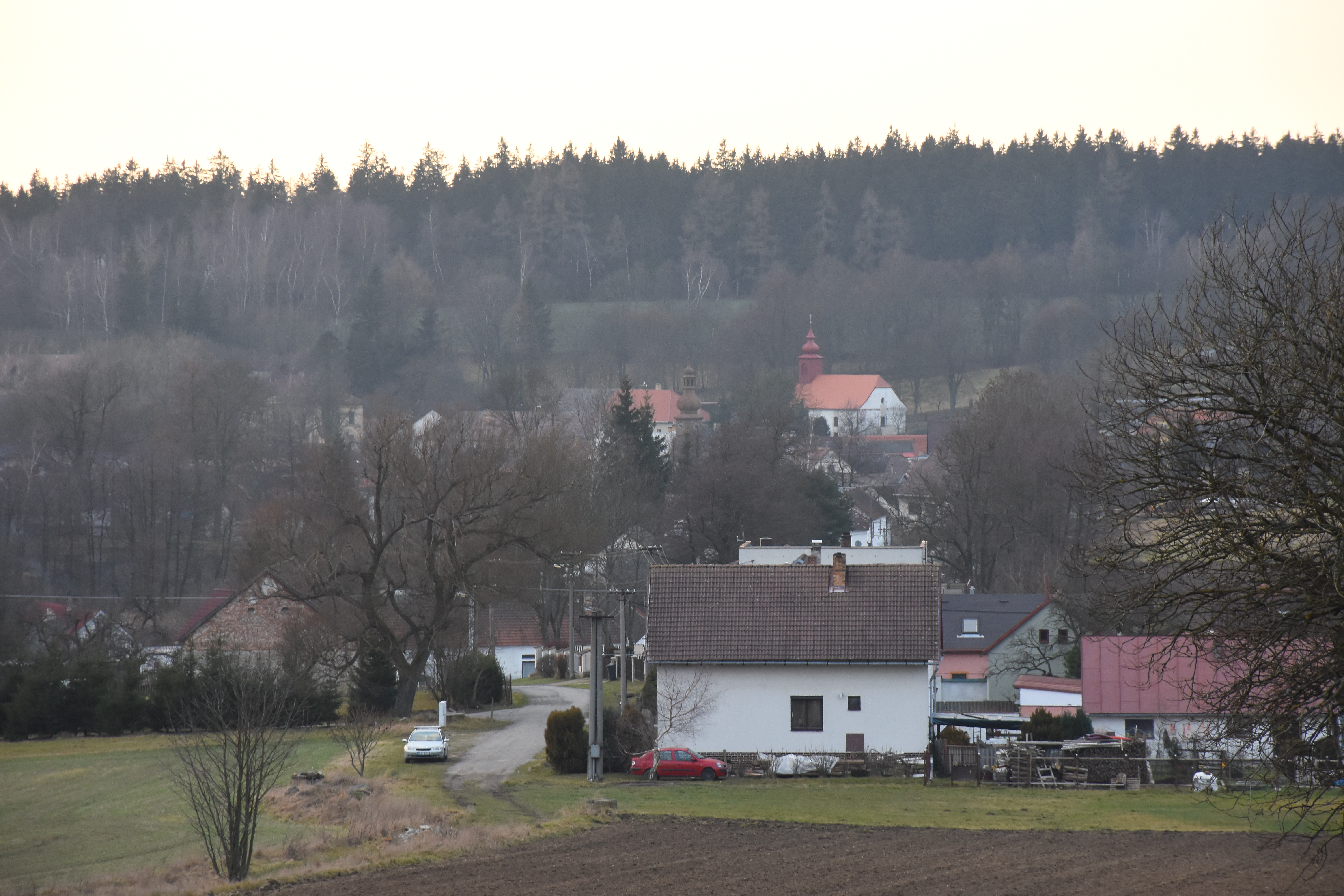
Blick von Nordosten auf das Dorf

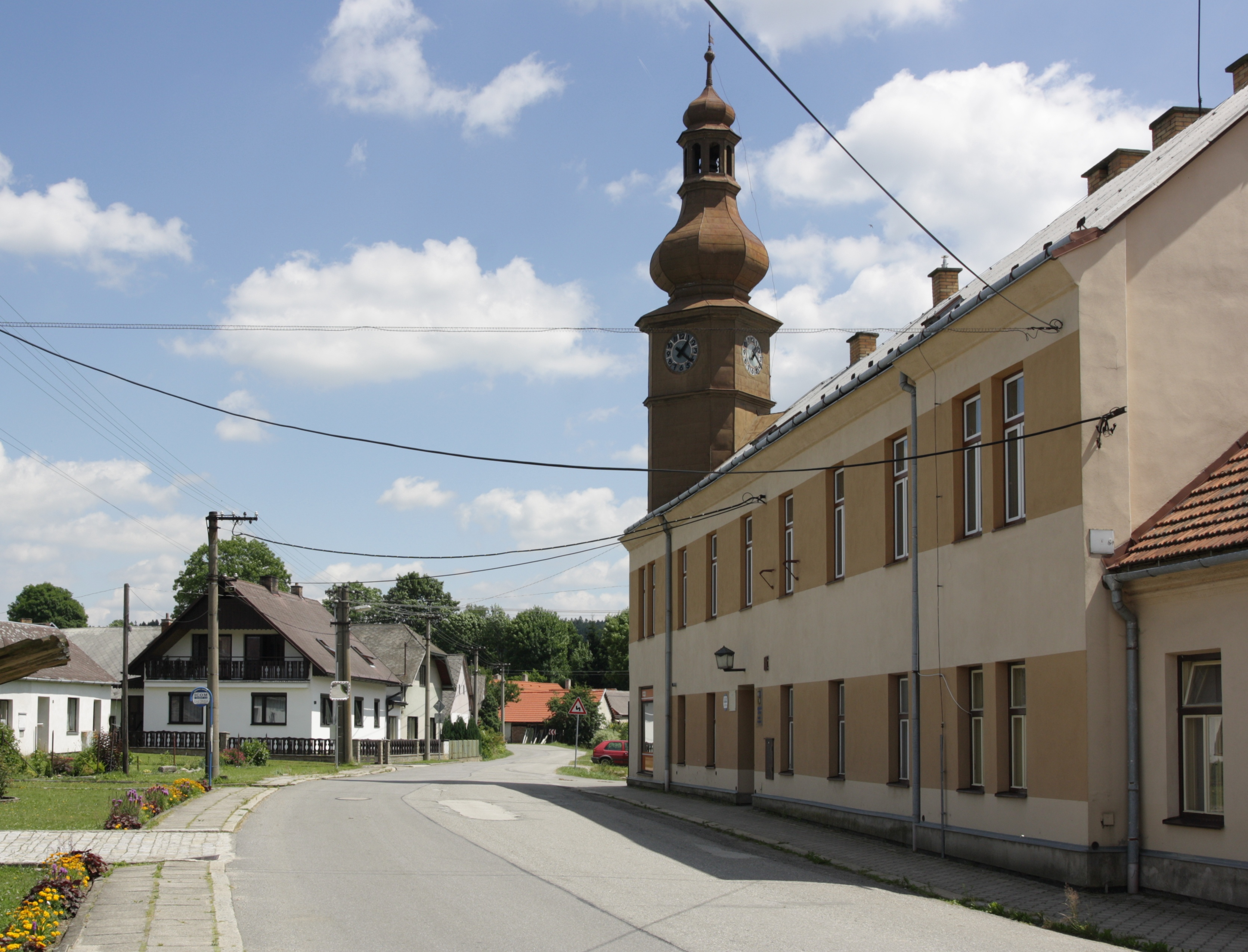
Hauptstraße vor dem Rathaus

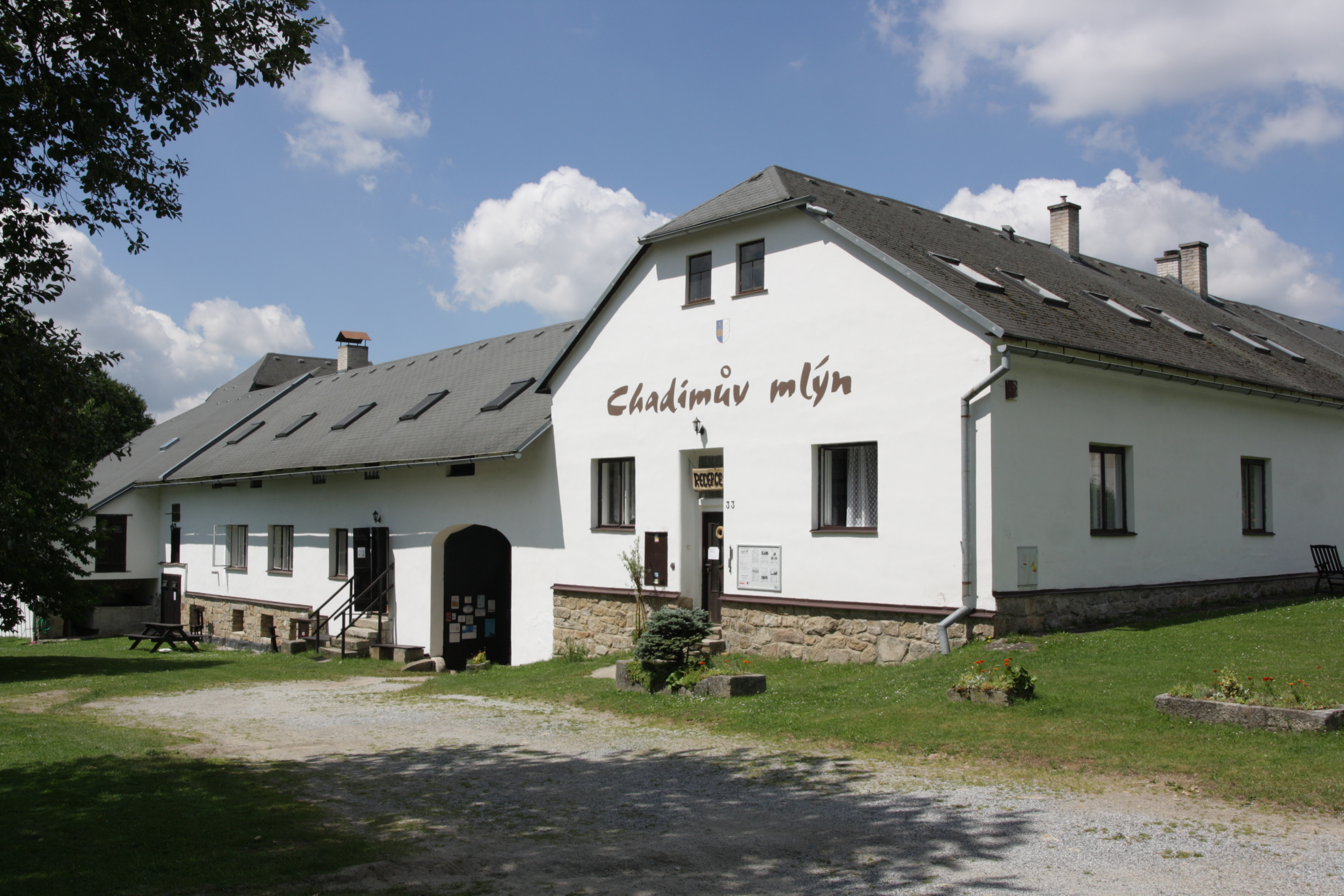
Wassermühle Chadimův mlýn

Horní Dubenky (deutsch Ober Dubenky, 1939–1945 Ober Dubenken) ist eine Gemeinde in Tschechien. Sie liegt sechs Kilometer östlich von Počátky (Potschatek) und gehört zum Okres Jihlava.

## Geographie
Das Waldhufendorf Horní Dubenky befindet sich am Oberlauf des Baches Hamerský potok bzw. Dubenský potok in den Jihlavské vrchy (Iglauer Bergen). Nördlich erhebt sich der Vasilkův kopec (707 m n.m.), im Nordosten die Ještěnice (710 m n.m.), der U Hradu (724 m n.m.) mit der Burgruine Janštejn und der Kamenný vrch (716 m n.m.), östlich der Skelný vrch (Glasberg, 787 m n.m.), im Südosten der Pánův kopec (711 m n.m.), der Míchův vrch (790 m n.m.) und der Velký skalní vrch (786 m n.m.), südlich der Stříbrný vrch (760 m n.m.), im Westen der Strážný vrch (706 m n.m.) sowie nordwestlich der Lísek (760 m n.m.). Durch den Ort führt die Staatsstraße II/134 zwischen Batelov und Jarošov nad Nežárkou; westlich verläuft die Bahnstrecke Veselí nad Lužnicí–Jihlava. In Horní Dubenky liegen mehrere vom Dubenský potok gespeiste kleinere Teiche, benannt sind davon der Růžičkův rybník und der Drápalův rybník. Deutlich größer ist der nordwestlich des Dorfes gelegene Teich Bor, der 1423 Schauplatz eines Gefechts der Hussitenkriege war. Über die Gemarkung zieht sich die Europäische Hauptwasserscheide; die in den nördlichsten und östlichsten Fluren entspringenden Bäche Švábovský potok, Batelovský potok und Třešťský potok entwässern über die Jihlava zum Schwarzen Meer, der das Dorf durchziehende Dubenský potok leitet sein Wasser über die Nežárka nach der Nordsee ab.
Nachbarorte sind Horní Ves und Na Obci im Norden, Švábov, Medličky, Nová Ves, Rácov und Růžená im Nordosten, Olší und Třeštice im Osten, Doupě, Řídelov und Řásná im Südosten, Janštejn und Kaliště im Süden, Horní Vilímeč und Vesce im Südwesten, Jihlávka im Westen sowie V Kameni, Heřmaneč und Léskovec im Nordwesten.

## Geschichte
Dubenky gehörte ursprünglich zu den Besitzungen der Burg Janstein. Im Jahre 1383 ließen die Brüder Johann und Jaroslav Mezeřícký das Gut Janstein mit den zugehörigen Dörfern Dubenken, Rittendorf und einem Anteil von Jihlawka auf den Besitzer der Herrschaft Teltsch, Heinrich III. von Neuhaus, intabulieren. Dubenky blieb danach über Jahrhunderte Teil der Herrschaft Teltsch. Die Burg Janstein erlosch wahrscheinlich zum Ende des 14. Jahrhunderts. Während der Hussitenkriege überfiel am 17. November 1423 bei Dubenky ein Heer unter Führung des Oberstburggrafen Meinhard von Neuhaus die sich nach der erfolglosen Belagerung von Teltsch nach Böhmen zurückziehenden Taboriten unter Jan Hvězda z Vícemilic und Havel Pinta. Bei dem Gefecht am Teich Bor fielen ca. 300 Mann, darunter auch der Heerführer Pinta. Im 16. Jahrhundert bildete sich eine illegale Gemeinde der Mährischen Brüder, die sich zu ihren Zusammenkünften in den Wäldern, insbesondere am Herrnbründl (Studánka Páně) unterhalb des Jaborschützberges traf. Nach dem Tod des letzten männlichen Nachkommen der Herren von Neuhaus, Joachim Ulrich von Neuhaus, erbte dessen Besitzungen 1604 seine Tochter Lucie Ottilie, die seit 1602 mit Wilhelm Slawata verheiratet war. Die von Slawata nach der Schlacht am Weißen Berg eingeleitete Rekatholisierung der Bevölkerung durch die Neuhauser und Iglauer Jesuiten blieb wenig erfolgreich. Im Urbar von 1660 sind für Dubenky ein Ganzhüfner, acht Halbhüfner, drei Viertelhüfner, zwei Müller und fünf Chalupner aufgeführt. 1695 bestand das Dorf aus 16 Anwesen. Nach dem Tod des letzten Grafen Slavata von Chlum und Koschumberg fiel Dubenky als Teil der Herrschaft Teltsch 1702 an Franz Anton von Liechtenstein-Kastelkorn, dessen gleichnamiger Enkel die Herrschaft 1754 an Alois Podstatský von Prusinowitz vererbte. Zur besseren Unterscheidung vom anderen Dorf Dubenky wurde der Ort ab 1718 mit Ober Dubenky bzw. ab 1720 mit Horní Dubenky bezeichnet. Nach dem Josephinischen Toleranzpatent schloss sich 1781 ein Großteil der Einwohner der Evangelischen Kirche A.B. an. Diese wurden zunächst der evangelischen Gemeinde Groß-Lhota zugeordnet; erst 1783 erfolgte die Bewilligung einer eigenen Kirchgemeinde und die Einsetzung des aus Ungarn stammenden Pastors Ondřej Lazány. Das hölzerne Pastorenhaus wurde im selben Jahr errichtet; 1786 erfolgte der Bau des evangelischen Bethauses. Im Jahre 1791 lebten in den 44 Häusern von Ober-Dubenky 292 Personen. Zum Dorf gehörten 450 Joch Ackerland sowie einige Wiesenflächen, Hutweiden und Waldstücke. Zu Beginn des 19. Jahrhunderts ordneten die Grafen Podstatský von Prusinowitz das Dorf der mit Teltsch verbundenen Herrschaft Studein zu. Die älteste Nachricht über die Existenz der Glashütte Janstein stammt von 1809. Johann Ludwig Kržiwánek ließ die Glashütte 1827 vergrößern sowie zwei Wohngebäude für die Beschäftigten errichten.
Im Jahre 1835 bestand das im Iglauer Kreis gelegene Dorf Ober-Dubenky bzw. Dubenky hornj aus 53 Häusern mit 326 mährischsprachigen Einwohnern, darunter 161 Lutheraner. Im Ort gab es ein evangelisches Bethaus, ein evangelisches Pastorenhaus und zwei Mühlen. Abseits lag die Glashütte Janstein. Katholischer Pfarrort war Potschatek in Böhmen. 1838 wurde im Dorf eine zweiklassige evangelische Schule errichtet, im gleichen Jahr in Ihlawka eine für die katholischen Kinder. Bis zur Mitte des 19. Jahrhunderts blieb das Dorf der der Allodialherrschaft Studein untertänig, Besitzer waren die Grafen von Podstatzky-Liechtenstein.
Nach der Aufhebung der Patrimonialherrschaften bildete Horní Dubenky / Ober-Dubenky ab 1849 mit der Kolonie Janštýn / Janstein eine Gemeinde im Gerichtsbezirk Triesch. Ab 1869 gehörte Horní Dubenky zum Bezirk Iglau. Zu dieser Zeit hatte die Gemeinde 614 Einwohner und bestand aus 68 Häusern. Im Jahre 1887 nahm die Bahnstrecke Veselí nad Lužnicí–Horní Cerekev den Verkehr auf; auf freiem Feld zwischen Horní Dubenky, Jihlávka und Kaliště lag der neue Bahnhof Jihlávka-Svatá Kateřina. 1889 erhielt Horní Dubenky ein Postamt. 1895 entstand eine neue zweiklassige öffentliche Schule. 1898 wurde eine Darlehnskasse gegründet. Die Gründung der Freiwilligen Feuerwehr erfolgt 1900. Im Jahre 1900 lebten in Horní Dubenky 483 Personen, 1910 waren es 573. 1903 wurde das Pfarrhaus umgebaut. Die genossenschaftliche Brennerei ging 1903 in Betrieb. Im Jahre 1906 entstand das Rathaus mit seinem ungewöhnlichen Turm. Nach dem Zusammenbruch der k.k. Monarchie wurde die Gemeinde 1918 Teil der neu gebildeten Tschechoslowakei. Beim Zensus von 1921 lebten in den 88 Häusern der Gemeinde Horní Dubenky / Ober Dubenky mit Janštýn und Olší 810 Personen, davon 808 Tschechen und zwei Deutsche. Im Jahre 1930 bestand die Gemeinde Horní Dubenky aus 100 Häusern und hatte 830 Einwohner, von denen 505 in Horní Dubenky und 325 in Janštejn lebten. Zwischen 1939 und 1945 war die Gemeinde Teil des Protektorats Böhmen und Mähren. Nach dem Ende des Zweiten Weltkrieges wurde Horní Dubenky wieder Teil der Tschechoslowakei. 1949 erfolgte die Umgliederung in den Okres Třešť. Im Jahre 1950 lebten in den 117 Häusern der Gemeinde 689 Personen. Der Kindergarten wurde 1951 errichtet. Seit 1961 gehört Horní Dubenky zum Okres Jihlava. Im selben Jahre wurde die Brennerei stillgelegt. 1970 hatte Horní Dubenky 358 Einwohner. Im Jahre 1991 lebten in den 101 Wohnhäusern von Horní Dubenky 276 Personen. Beim Zensus von 2011 bestand die Gemeinde aus 136 Häusern und 649 Einwohner, davon 224 in Horní Dubenky (83 Häuser) sowie 367 in Janštejn und 58 in Olší (zus. 52 Häuser). Seit 2020 führt die Gemeinde ein Wappen und Banner.

## Gemeindegliederung
Für die Gemeinde Horní Dubenky sind keine Ortsteile ausgewiesen. Grundsiedlungseinheiten sind Horní Dubenky, Janštejn (Janstein) und Olší (Wolschi). Das Gemeindegebiet bildet einen Katastralbezirk.

## Söhne und Töchter der Gemeinde
- Josef Krejčí (1773–1844), Pfarrer, Superintendent der Evangelischen Kirche A. B. Böhmen und Schriftsteller
- Gertruda Gruberová-Göpfertová (1924–2014), Malerin, Illustratorin und Autorin, geboren in Janštejn

## Sehenswürdigkeiten
- Reste der Burg Janštejn (Janstein), nordöstlich des Dorfes
- Evangelische Kirche, erbaut 1783
- Evangelisches Pfarrhaus, errichtet 1783, seine heutige Gestalt erhielt es 1903
- Rathaus mit markantem Turm und Turmuhr, errichtet 1906
- Kapelle des hl. Antonius von Padua in Janštejn, errichtet 1942
- Wassermühle Chadimův mlýn mit Mühlenmuseum, seit 1644 nachweislich
- Villa Nr. 116, errichtet 1934 nach Plänen des Architekten Bohumil Tureček
- Torso eines spätbarocken Bildstockes aus dem Jahre 1742, am Weg zum Friedhof
- Jan-Hus-Gedenkstein, errichtet anlässlich des 500. Jahrestages seiner Verbrennung, am Weg zur Kirche
- Gedenkstein für Josef Krejčí, gegenüber dem Drápalův rybník
- Gedenkstein an die Hussitenschlacht am Bor, enthüllt 1923, am Weg zum Teichdamm
- Jan-Žižka-Gedenkstein, enthüllt 1929, am Weg von Janštejn zur Chadimův mlýn

## Schutzgebiete
- Naturdenkmal  Ještěnice, Moor im Quellgebiet des Švábovský potok